# جوردن ماكفرلين-ارتشر
جوردن ماكفرلين-ارتشر (بالإنجليزية: Jordan Archer)‏ هو لاعب كرة قدم بريطاني في مركز الهجوم، ولد في 11 نوفمبر 1993 في والسول في المملكة المتحدة. لعب مع نادي ساوثبورت.